# 年度新声
年度新声（又译年度之声）是由英国广播公司每年主办的评选活动，由音乐评论家和业内人士投票选出最有潜力的音乐新人。活动于2003年由BBC新闻网开始主办，如今BBC旗下的网络、广播和电视以及其他媒体都会广泛报道这一评选活动。

## 背景
2002年末，BBC首次开始评选“2003年度新声”，并于12月公布了“2003年度新声”前十位的排名。自此，BBC每年会举办“年度新声”的评选活动，每年的年末由音乐界业内人士投票评选出最有潜力在下一年获得重要突破的歌手或乐队，参与评选的人士包括评论家、媒体业者、音乐制作人和记者编辑等。活动第一年有40人参与评选，并选出了10位“2003年度新声”；而到2014年，参与评选的人数已经多达170人，每人按自己的意愿选出三位艺人并排序，最后结果将综合评选人的意见得出。
获选艺人的音乐风格和国籍均不受限制，但已经享有一定名声的艺人不能获选。获提名的艺人在此之前不能有主唱的歌曲或专辑登上英国单曲排行榜和专辑排行榜的前20位；已经靠其他演艺事业或真人秀节目获得名气的歌手亦不能获得提名。
活动开始之初，BBC仅公布排名前十位的歌手或乐队；2008年12月，BBC首次在评选前公布了“2009年度新声”的15人完整提名名单。自2010年起，“年度新声”仍然每年公布15人的完整提名名单，但最终结果改为仅公布前五名的名次。

## 历届排名

### 2003－2009
| 年度 | 冠军       | 第二名        | 第三名          | 第四名       | 第五名        | 第六名       | 第七名                        | 第八名            | 第九名      | 第十名            |
| ---- | ---------- | ------------- | --------------- | ------------ | ------------- | ------------ | ----------------------------- | ----------------- | ----------- | ----------------- |
| 2003 | 50 Cent    | 電氣六人行    | Yeah Yeah Yeahs | 顫動樂團     | 迪利·瑞斯可   | 國際刑警樂團 | 音樂惡霸                      | 馬里奧            | 達桑氏樂團  | 尚恩·保罗         |
| 2004 | 基音樂團   | 法蘭茲·費迪南 | 威力            | 剃刀光芒     | 喬絲·史東     | McFly        | 剪刀姐妹                      | 俗子              | MC Tali     | 杰玛·福克斯       |
| 2005 | 大無畏樂團 | 街趴樂團      | Kano            | The Game     | 凱撒首領      | 凱蒂·彤絲朵  | The Dead 60s                  | The Dears         | 汤姆·维克   | 神奇密碼樂團      |
| 2006 | 肯妮·貝兒  | 拍手叫好樂團  | The Feeling     | Plan B       | 海鳩樂團      | 史威·達薩夫  | 克里斯·布朗                   | 馬科斯·埃爾南德斯 | Kubb        | 全自動樂團        |
| 2007 | 米卡       | The Twang     | 悲鳴樂團        | 塞迪·阿玛    | Enter Shikari | 飛航管制樂團 | 冷戰小子                      | 神奇傑克          | Ghosts      | The Rumble Strips |
| 2008 | 愛黛兒     | 黛菲          | 丁丁乐队        | 格拉斯维加斯 | Foals樂隊     | 吸血鬼週末   | Joe Lean & the Jing Jang Jong | 黑仔樂團          | MGMT        | Santigold         |
| 2009 | 小靴子     | White Lies    | [ 35 ]          | 太陽帝國     | 樂路克絲      | Lady Gaga    | V V Brown                     | 基德·酷迪         | Passion Pit | 丹·布莱克         |

“2009年度新声”15人提名名单中另外五位艺人是：大粉紅樂團、Frankmusik、Master Shortie、蒙福之子樂團与躁動陷阱樂團。

### 2010－2017
| 年度 | 冠军          | 第二名            | 第三名          | 第四名      | 第五名                     | 其他获提名艺人 |
| ---- | ------------- | ----------------- | --------------- | ----------- | -------------------------- | --- |
| 2010 | 艾丽·高登     | 玛琳娜钻石        | Delphic         | 傷痛樂團    | 鼓動樂團                   | Daisy Dares You、德夫林、所有所有樂團、Giggs、Gold Panda、乔伊·奥比森、貓頭鷹之城、蘿克絲、斯托諾威樂團、                         |
| 2011 | 洁西 J        | 詹姆斯·布雷克     | 疫苗樂團        | 杰米·伍恩   | 克蕾儿·麦奎尔              | 安娜·卡維、戴利、艾斯本與女巫、杰·保罗、Mona樂團、Nero樂團、一脫成名樂團、戰畫樂團、Wretch 32、Yuck樂團                           |
| 2012 | 麥可·齊汪努卡 | 弗兰克·奥申       | 阿澤莉亞·班克斯 | 史奇雷克斯  | 妮琪與鴿子                 | ASAP Rocky、Dot Rotten、乾涸樂團、Flux Pavilion、Friends、Jamie N Commons、莉安·拉·哈瓦斯、蕾恩·哈维尔、斯佩克特樂團、Stooshe     |
| 2013 | 海慕樂團      | AlunaGeorge       | Angel Haze      | 劳拉·穆弗拉 | 聖堂樂團                   | A*M*E、阿丽莎、庫魯爾之王、Kodaline、Little Green Cars、帕瑪紫羅蘭、和平樂團、野人樂團、The Weeknd、                              |
| 2014 | 山姆·史密斯   | 埃拉·艾尔         | 班克斯          | 萨姆法      | 喬治·艾茲拉                | Chance The Rapper、克洛伊·豪尔、FKA Twigs、Jungle樂團、克雷拉、路克·西塔尔-辛、MNEK、尼克·莫維、皇親貴族、Say Lou Lou             |
| 2015 | 年年乐队      | 詹姆斯·贝         | Stormzy         | Raury       | George the Poet            | Kwabs、Låpsley、Novelist、蕾·莫里斯、沙米尔、Shura、Slaves、SOAK、Sunset Sons、Wolf Alice                                         |
| 2016 | 杰克·加拉特   | 阿莱西亚·卡拉     | NAO             | Blossoms    | 穆拉·马萨、 WSTRN （并列） | Billie Marten、杜娃·黎波、Frances、Izzy Bizu、J Hus、洛伊尔·加纳尔、Mabel、老鼠男孩、Section Boyz                                 |
| 2017 | Ray BLK       | 靈魂拾荒者        | 蕾伊            | 乔雅·史密斯 | 納迪亞·蘿絲                | AJ·特雷西、安德森.帕克、卷心菜、戴夫、戴克兰·麦肯纳、玛姬·罗杰斯、斯泰夫隆·唐恩、The Amazons、The Japanese House、汤姆·格伦南（Tom Grennan） |
| 2018 | 西格麗德      | Rex Orange County | IAMDDB          | 哈立德      | 蒼白浪潮樂隊               | ALMA、比利·埃利什、傑德·比爾德、劉易斯·卡帕爾迪、尼尔吕弗·扬雅（Nilüfer Yanya）、、山姆·芬德（Sam Fender）、超个体、汤姆·沃克、Yaeji、Yxng Bane          |

## 影响和争议
“年度新声”的获选艺人往往能在下一年获得成功，这项评选也因此吸引了广泛的关注，但与此同时也引发了一定的争议。曾经参加过“2008年度新声”投票的《卫报》评论家凯蒂·安帕尔（Kitty Empire）就曾在2007年12月指出，“年度新声”的投票人与全英音乐奖“评论家选择奖”高度重合，而其中很多人自己便是音乐媒体的记者和编辑，他们自己会写乐评和预测，评选因此更像是一种自证预言。
2011年，在“2012年度新声”的15人提名公布之后，《每日电讯报》评论人乔·伯吉斯（Joe Burgis）指出,“2012年度新声”的提名中仅有两位独立音乐人，过于偏爱主流艺人。独立音乐协会主席艾莉森·温汉姆（Alison Wenham）也对这一年的提名提出不满，称其“和音乐没什么关系”，“完全没有意义”。她在接受《新音乐快递》杂志采访时还表示，过去几年已经证明这项投票活动“并不准确”。
针对这些负面评价，BBC廣播一台和1Xtra的负责人乔治·埃尔加托迪斯（George Ergatoudis）回应称，“这份提名必然会引发争议，但重要的是，它能使人们从越来越广大的人群中发现更多努力的优秀歌手和艺术家，这一定是一件好事。”